# Colección Briton
La colección Brinton es una colección de cinematografía temprana utilizada por William Franklin Brinton (1857–1919) para su espectáculo ambulante en el Medio Oeste de los Estados Unidos.

## William Franklin Brinton
Brinton fue el gerente de la Ópera Graham de Washington, Iowa; un orador público; inventor; constructor de casas solares; constructor de aeronaves; y proyeccionista de cine. Brinton se casó con Elizabeth Norris y tuvo 4 hijos. Brinton luego se casó con Indiana Putman, nudista y defensora de los alimentos saludables.

## Trasfondo
Esta fue preservada y descubierta por el profesor de historia, Michael Zahs, en un granero en Ainsworth, Iowa.

## Colección
La colección incluía metrajes de Teddy Roosevelt, el primer noticiario del mundo que informaba sobre el huracán de Galveston de 1900 y trabajos de Georges Méliès que se creían perdidos: Le Rosier miraculeux y Bouquet d'illusions.

## Legado
La historia de la colección fue contada en una película documental, Saving Brinton, en 2018.